# Kuraszowska Góra
Kuraszowska Góra (Gnieździec) – wzniesienie należące do Wzgórz Trzebnickich o wysokości bezwzględnej 226,0 m n.p.m. (227,0 m n.p.m. ) położone w Gminie Oborniki Śląskie, powiecie Trzebnickim, województwie Dolnośląskim, w pobliżu miejscowości Kuraszków (obręb ewidencyjny). Zlokalizowane jest na południe od pasma Kozich Grzbietów, na zachód od Długiej Hali i na wschód od miejscowości Kuraszków. Potocznie określana jest jako połonina. Wynika to z faktu, że znaczna część masywu i punkt główny pokryte są roślinnością trawiastą, tylko stok północy zajęty jest lasem iglastym, a część wschodnia lasem mieszanym, wokół zaś rozciągają się pola (poza stroną północną, gdzie las rozciąga się na Kozie Czuby). Góra wykorzystywana bywa jako miejsce treningów dla lotniarzy i paralotniarzy. Kuraszowska Góra, jako Gnieździec, w różnych publikacjach wskazywany bywa także jako ciekawy i atrakcyjny punkt widokowy.
Na historycznych mapach niemieckich (przykładowo Messtischblatt 1905-1944) opisywane wzniesienie oznaczane jest jako Spitz-Berge, z wysokością bezwzględną określoną na 222 m n.p.m..
Nazwa własna – Kuraszowska Góra – ujęta jest w państwowym rejestrze nazw geograficznych: identyfikator PRNG – 206515, identyfikator IIP – PL.PZGiK.320.NGRP.206515. Rejestr ten podaje następujące współrzędne geograficzne punktu głównego: szerokość geograficzna – 51°18'53" N, długość geograficzna – 16°57'28" E. Nazwa ta została przyjęta zarządzeniem nr 70 Prezesa Rady Ministrów z dnia 30 marca 1954 r., Monitor Polski 1954 nr 38, poz. 516.
Należy także zaznaczyć, iż w niektórych współczesnych opracowaniach, na mapach, publikacjach, nazwy Kuraszowska Góra i Gnieździec, w stosunku do państwowego rejestr nazw geograficznych, są mylone i stosowane odwrotnie, tzn. Kuraszowskiej Górze przypisuje się nazwę Gnieździec, a wzniesieniu Gnieździec przypisuje się nazwę Kuraszowska Góra .

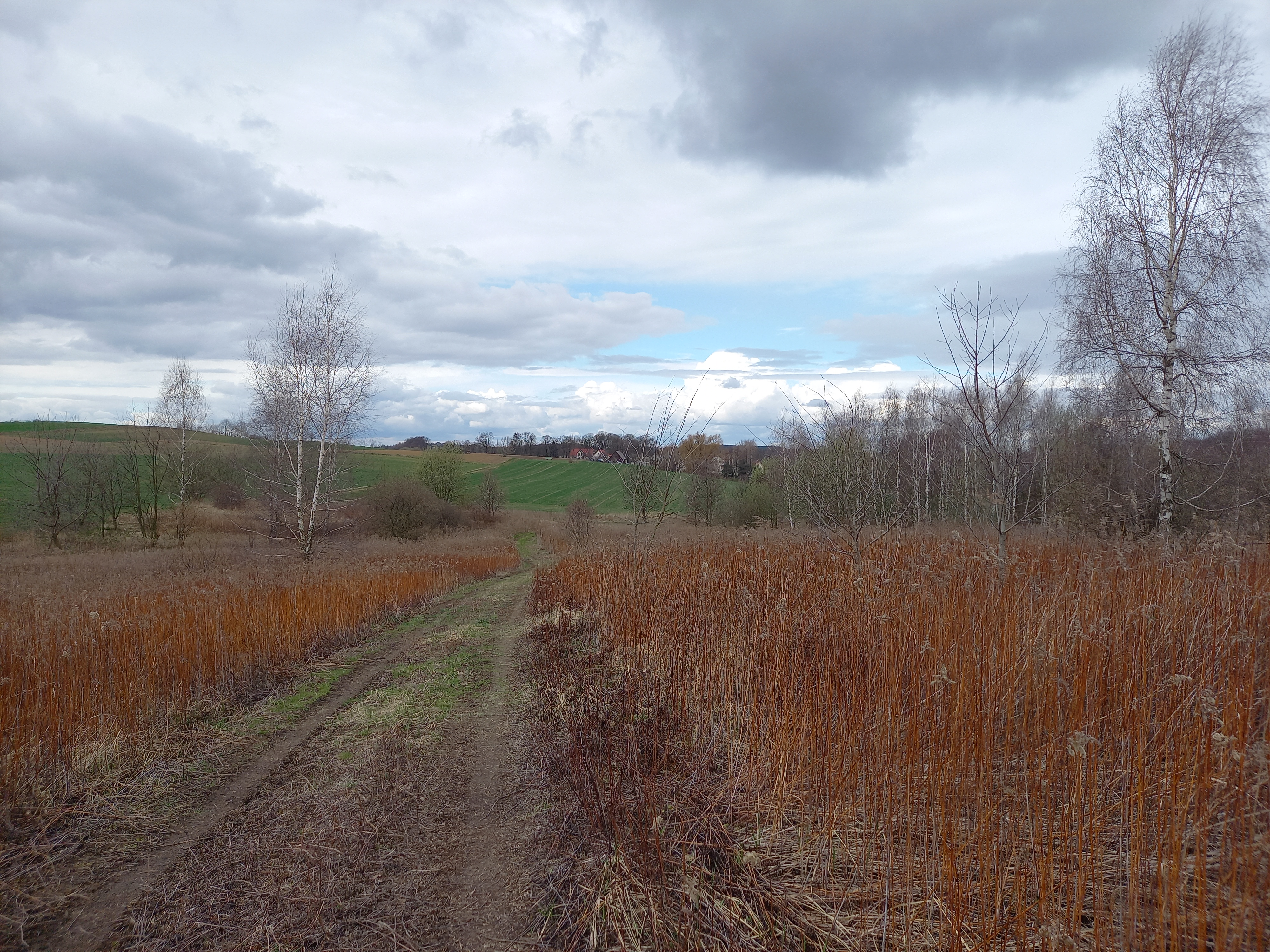
widok ze stoku południowo-zachodniego, w tle Kuraszków
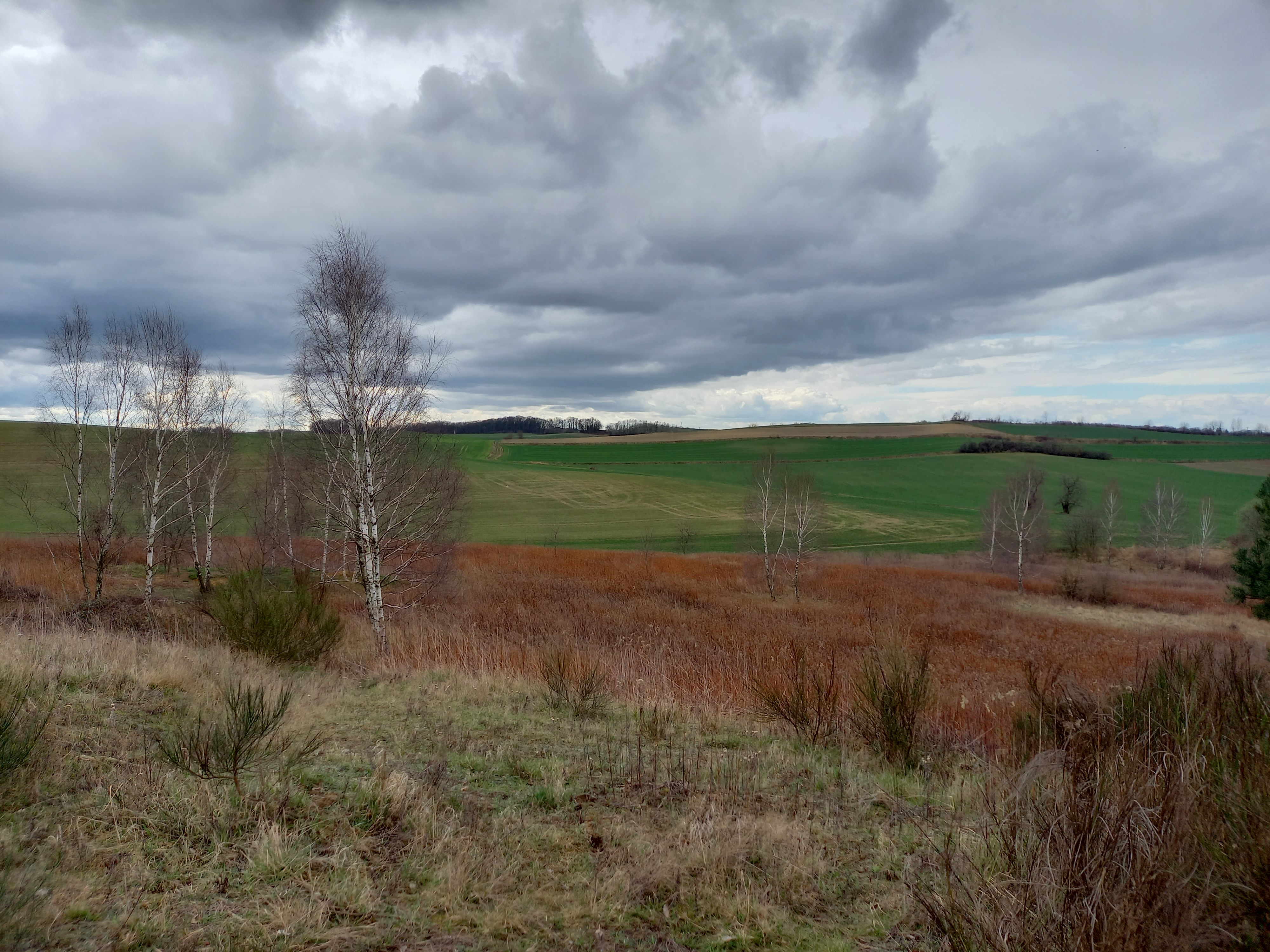
widok na południe
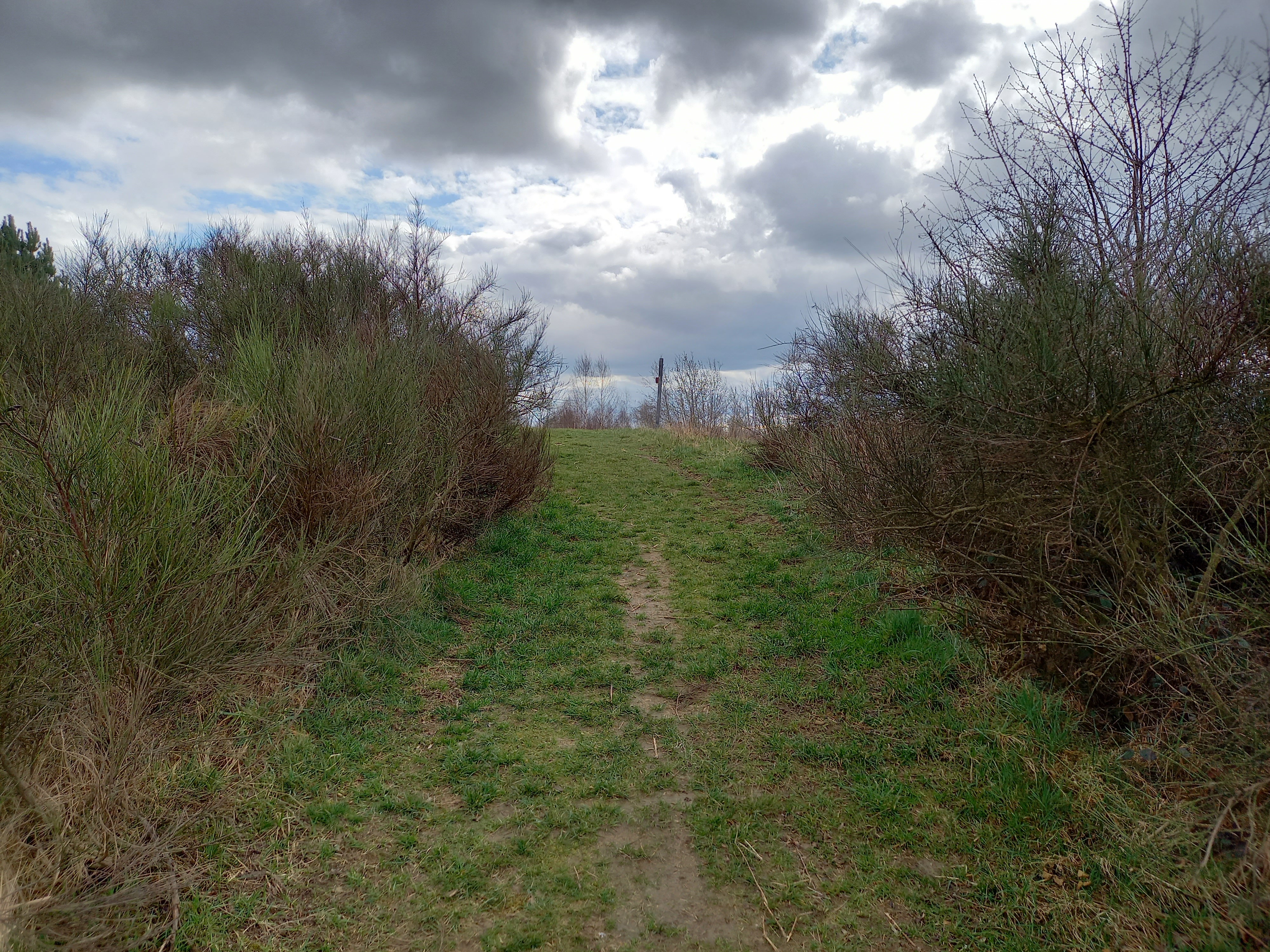
końcowy fragment podejścia od strony zachodniej (od Kuraszkowa)

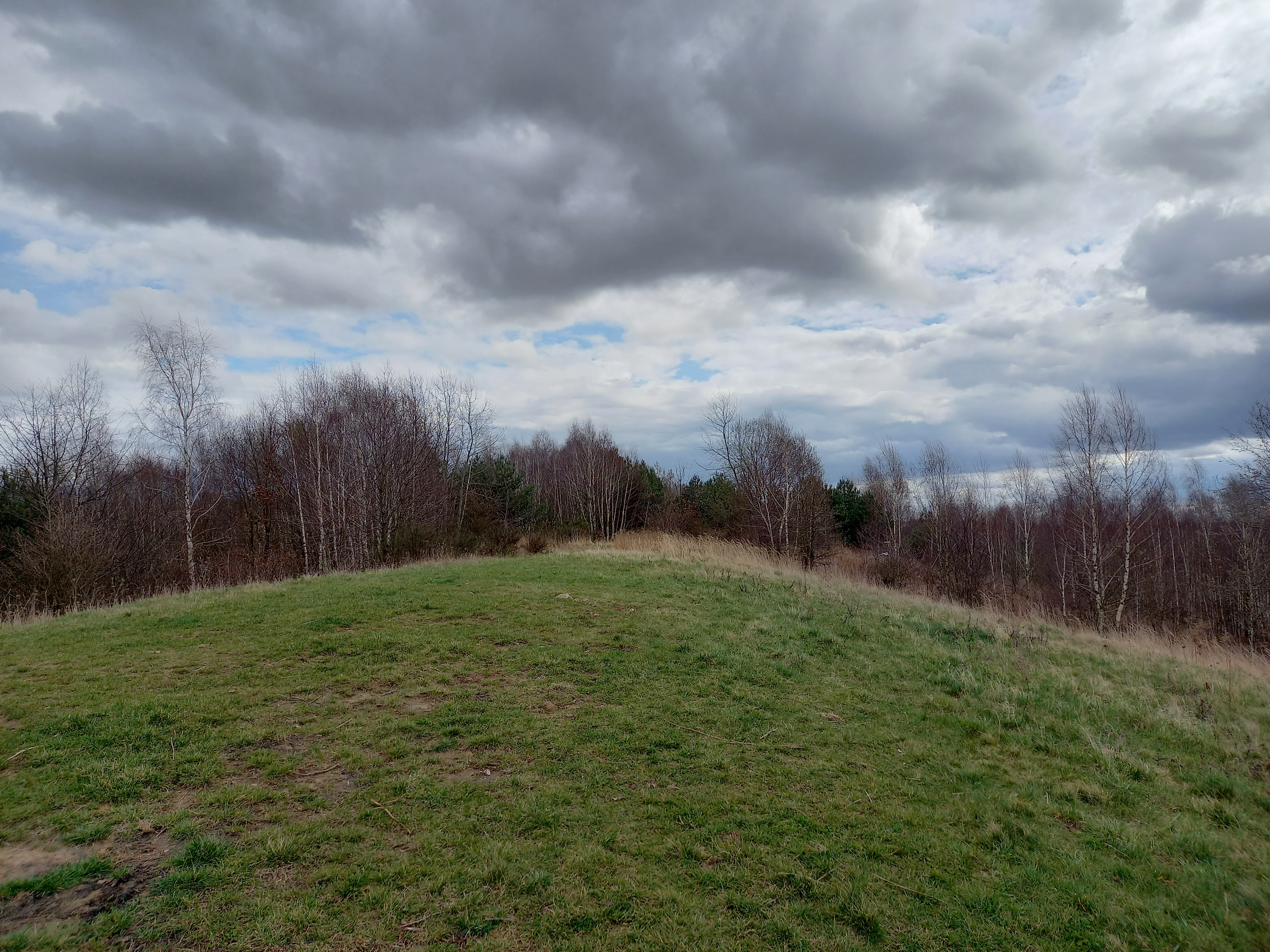
na szczycie w kierunku wschodnim
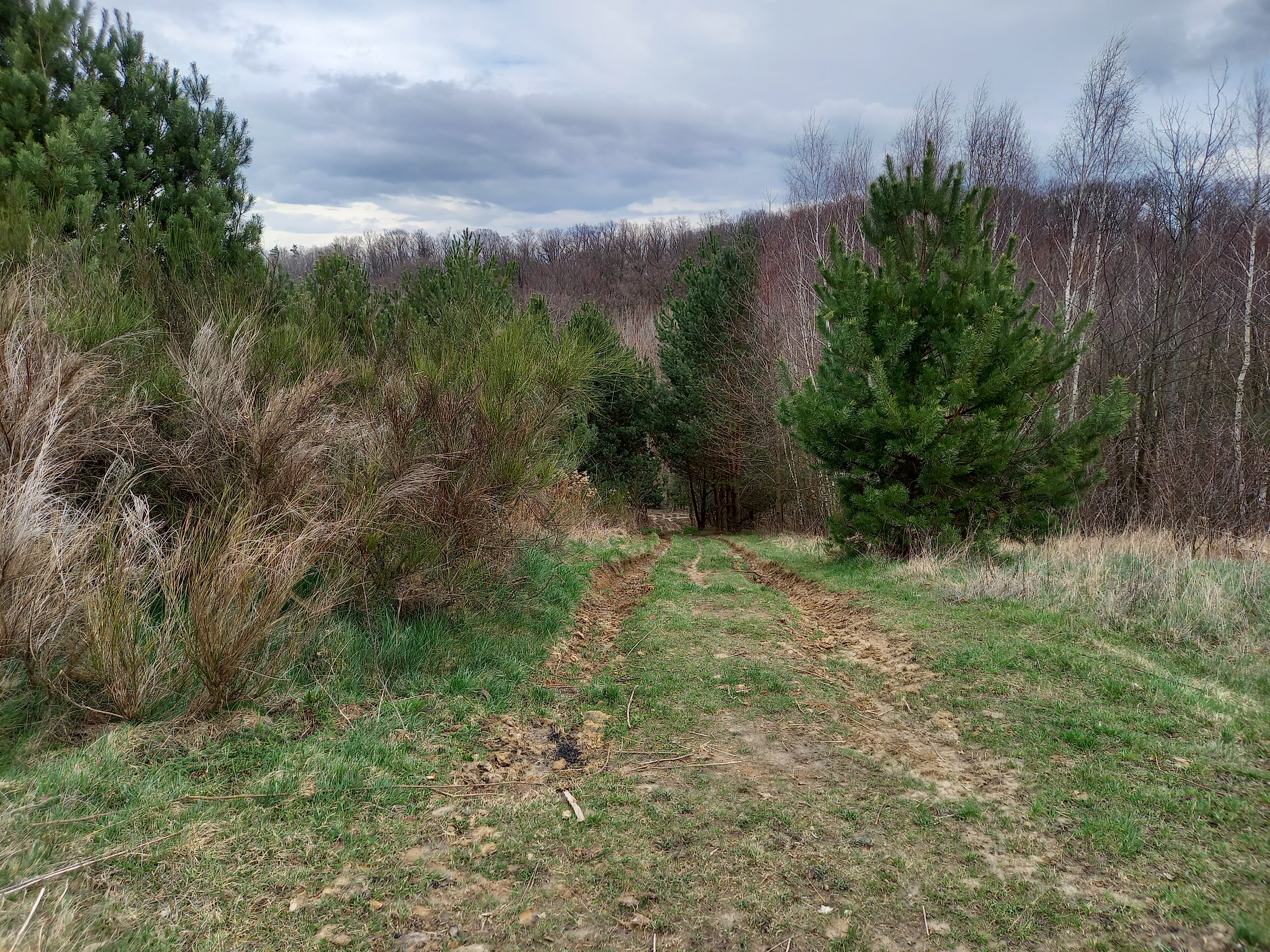
droga na stoku północnym
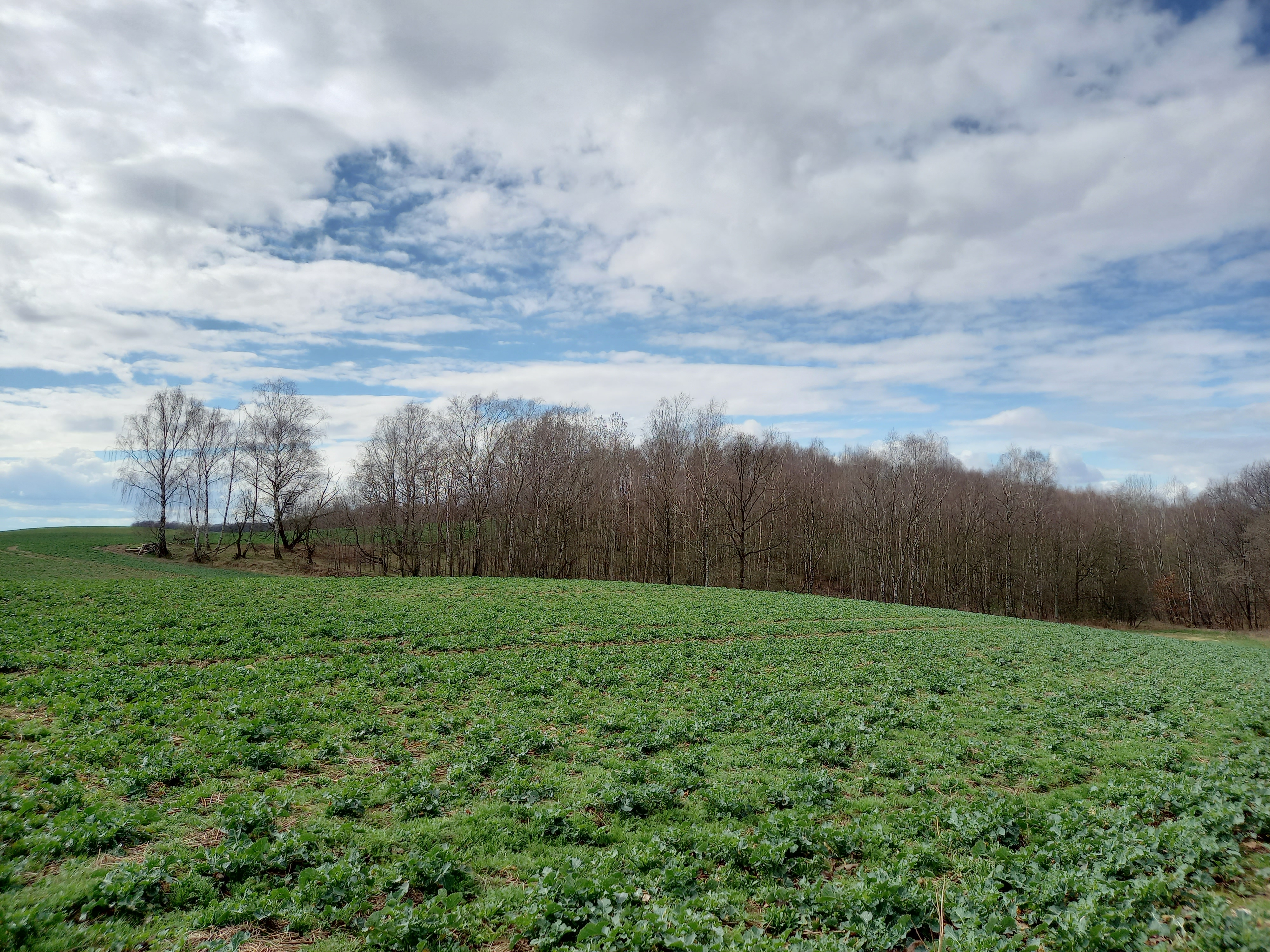
widok ze wschodu